# Roberto Mendes Rabello
Roberto Mendes Rabello (Santo Antônio da Patrulha, 15 de setembro de 1909 — Curitiba, 19 de agosto de 1996) foi um pastor da Igreja Adventista do Sétimo Dia e radialista brasileiro. Era apresentador do programa A Voz da Profecia.

## História
Roberto Mendes Rabello nasceu no dia 15 de novembro de 1909 em Campestre, município de Santo Antônio da Patrulha, RS. Filho mais velho de uma família de nove irmãos sendo seis homens e 3 mulheres. Seu pai, Oliveiros Mendes Rabello, era professor do primário na escola paroquial de Campestre. Onde Roberto cursou os estudos básicos e ao completar 15 anos viajou para o Centro Universitário Adventista de São Paulo (Centro Universitário que faz parte da Rede Adventista de Educação, na cidade de São Paulo), para dar continuidade aos estudos onde estudou na área Comercial.
Foi chamado para trabalhar em Curitiba-PR como auxiliar de escritório. E esteve envolvido com as atividades da Igreja Adventista do Sétimo Dia. Foi então que recebeu do Pr. Germano Streithorst conselho para se preparar para o ministério pastoral. Tendo aceitado o chamado, voltou para o colégio, formando-se em teologia em 1930.
Uma vez pastor foi algum tempo depois, chamado para a Missão Paraná-Santa-Catarina (um tipo de região administrativa da Igreja) e trabalhou em Rio Negro-PR, Mafra-SC, Cambará-PR, Jaguariaíva-PR onde promoveu uma série de conferências evangelísticas e fundou a primeira igreja adventista da cidade. Foi pastor também das igrejas de Ponta Grossa-PR.
Em 1932, aos 23 anos, casou com Hedwig Braun, filha do Pr. Luís Braun. O casal teve um casal de filhos. Roberto M. Rabello exerceu trabalho pastoral também no Rio de Janeiro-RJ e cuidou da igreja Central de Olaria (bairro carioca), na cidade de Niterói-RJ e de Petrópolis RJ. Mais tarde foi para Campos. Lá em meados de 1941 recebeu e aceitou convite para estudar no Pacific Union College (PUC), EUA, em pleno decorrer da II Guerra Mundial. Dois anos depois recebeu convite da Associação Geral da Igreja Adventista do Sétimo Dia para apresentar o programa “A Voz da Profecia”, na língua portuguesa.
Roberto M. Rabello recebeu a incumbência de apresentar 52 programas por ano, com 30 minutos para cada programa uma vez por semana. No começo era ele mesmo quem fazia as traduções dos programas do inglês, do Pr. H. M. S. Richards, para o português. Estas narrações eram feitas acompanhado do Quarteto King’s Heralds (Arautos do Rei americano) e também da cantora Del Delker.
Roberto M. Rabello dedicou-se inteiramente ao programa A Voz da Profecia incluindo o tempo que era necessário para traduzir os hinos para o português. E no dia dia 23 de setembro de 1943, era notório o sucesso de seus esforços pois conta-se 17 emissoras das principais cidades do Brasil a transmitir o programa A Voz da Profecia.
O programa começou a corresponder com os ouvintes e a oferecer cursos bíbicos por correspondência e, para manter a demanda foi instalada a Escola Radiopostal em Niterói/RJ. Em 1945 a escola contratou a primeira secretária de nome Ilka Reis (Marmon). Ao completar 20 anos de existência a radio já contava com a transmissão dos programas em 300 emissoras e a Escola Radiopostal já somava milhares de alunos. 
Devido ao crescimento do programa o Pr. Roberto M. Rabello fez solicitação junto a Divisão (um dos tipos de regiões administrativas da IASD) para que fosse construída uma sede do programa no Brasil, uma vez que os programas eram gravados nos EUA. Foi então feito uma campanha e no ano de 1962 foi instalado e inaugurado o Centro Evangelístico da Voz da Profecia no Bairro de Bota Fogo na Cidade do Rio de Janeiro/RJ. Neste mesmo ano foi formado o primeiro quarteto brasileiro, os Arautos do Rei, formado pelos cantores Henry Feyerabend, Luiz Motta, Joel Sarli e Samuel Campos e como pianista Genoveva Bergold.
A Igreja Adventista do Sétimo Dia até então não tinha nenhum programa de rádio a nível nacional no Brasil, sendo a Voz da Profecia programa pioneiro da IASD no País. Estima-se que a "A Voz da Profecia" tenha trazido cerca de um terço dos membros para a Igreja. Em 2015 o programa completou 72 anos de existência.
O Pr. Roberto M. Rabello aposentou se em 1976 e no dia 19 de agosto de 1996 veio a óbito. Ele tinha 87 anos de idade e 33 anos a frente do programa.

## Homenagens
- Uma rua em Curitiba foi nomeada em homenagem ao pastor.[11]